# Купърстаун
Купърстаун (на английски: Cooperstown) е село в щата Ню Йорк, Съединени американски щати, административен център на окръг Оцего. Разположен е на южния бряг на езерото Оцего.
Създадено е през 1786 г. От 1812 г. носи името на своя основател Уилям Купър. Населението му е 1769 души (по приблизителна оценка от юли 2017 г.).
В Купърстаун умира писателят Джеймс Фенимор Купър (1789 – 1851).